# Transposición de los grandes vasos
La transposición de los grandes vasos (TGV), son un grupo de defectos congénitos del corazón en la que se presenta una disposición anormal de los principales vasos sanguíneos que salen y entran al corazón: la vena cava superior y/o la inferior, la arteria pulmonar, las venas pulmonares y la aorta. Si solo se afectan las arterias (arteria pulmonar y aorta), el trastorno se conoce como transposición de las grandes arterias. La transposición de los grandes vasos fue descrita por primera vez en 1797 por Matthew Baillie.

## Epidemiología
La transposición de los grandes vasos representa un 6-8 % de las cardiopatías congénitas, una de las más frecuentes seguida de la tetralogía de Fallot. Se estima que ocurre en 40 de cada 100 000 nacidos vivos. La TGV pura es incompatible con la vida, un 60 % fallece dentro del primer mes de vida y un 90 % fallece al primer año.
Puede haber una relación entre diversos factores externos y la aparición de la enfermedad, entre ellos el consumo de determinados fármacos por la madre durante el primer trimestre del embarazo. la diabetes materna y fumar cigarrillos durante el embarazo.

## Etiología
La causa del trastorno es aún desconocida, sin embargo se sabe que ciertos factores maternos aumentan el riesgo de la aparición de defectos cardíacos congénitos, incluyendo la diabetes, rubéola y otras enfermedades virales durante el embarazo, desnutrición prenatal, alcoholismo y madres que quedan embarazadas después de los 40 años.

## Patología

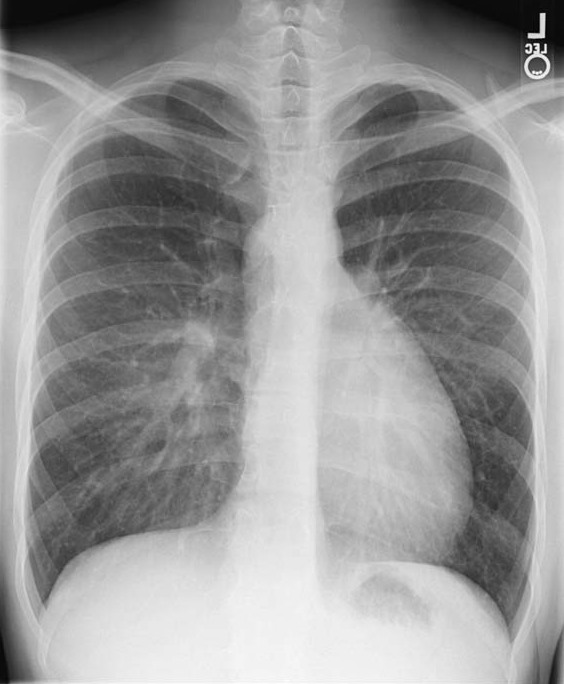
Imagen del "corazón en huevo"

En una transposición de grandes vasos, la aorta —que normalmente sale del ventrículo izquierdo— parte del ventrículo derecho. Así, la sangre desoxigenada que llega de todo el cuerpo entra por la aurícula derecha y pasa al ventrículo derecho y en vez de ser bombeada del ventrículo derecho hacia los pulmones por la arteria pulmonar, es bombeada de nuevo al resto del cuerpo sin pasar por la ventilación pulmonar.

## Cuadro clínico
Los signos y síntomas de una transposición de grandes vasos aparecen inmediatamente después de cortar el cordón umbilical del recién nacido y dependen del tipo y del tamaño del defecto. El signo clásico es la cianosis (el color azul de la piel) asociada con dificultad respiratoria. Por lo general se detecta un soplo cardíaco que manifiesta un posible defecto congénito.

## Tratamiento
Existen dos procedimientos quirúrgicos para la corrección de una TGV, con indicaciones precisas de acuerdo a las características del trastorno: el llamado switch atrial (Mustard o Senning) y el switch arterial.